# Erik Wilén
Erik Wilhelm ”Erkka” Wilén, född 15 juli 1898 i Helsingfors, död där 23 juli 1982, var en finländsk friidrottare.
Wilén blev olympisk silvermedaljör på 400 meter häck vid sommarspelen 1924 i Paris.